# Wang Yihan
Wang Yihan (chinesisch 王仪涵, Pinyin Wáng Yíhán, * 18. Januar 1988 in Shanghai, Volksrepublik China) ist eine chinesische Badmintonspielerin.

## Karriere
Mit dem chinesischen Team wurde Wang Yihan durch den Gewinn des Sudirman Cups 2009 Mannschaftsweltmeisterin. 2007 gewann sie die Russian Open und die Bitburger Open, 2008 und 2009 die Japan Open, 2009 die Hong Kong Open, die Macau Open, die French Open und die All England. Wang Yihan ist in den letzten Jahren auch Stammgast bei den German Open in Deutschland. 2008 stand sie im Finale und unterlag Jun Jae-youn aus Korea. Ein Jahr später besiegte sie im Endspiel Zhu Lin in drei Sätzen. Bei der Weltmeisterschaft 2009 scheiterte sie jedoch bereits im Achtelfinale an Juliane Schenk. 2011 machte sie es besser und wurde Weltmeisterin im Einzel.

## Sportliche Erfolge

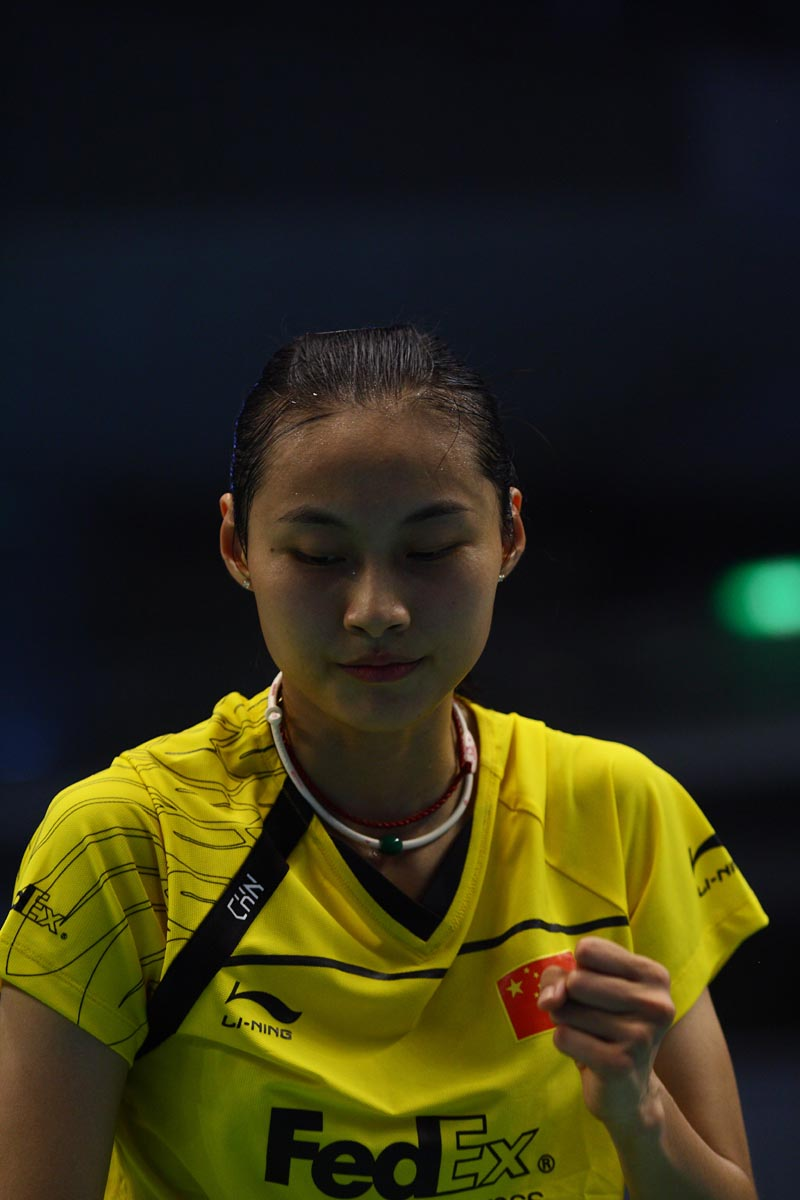
Wang Yihan bei den Japan Open 2009

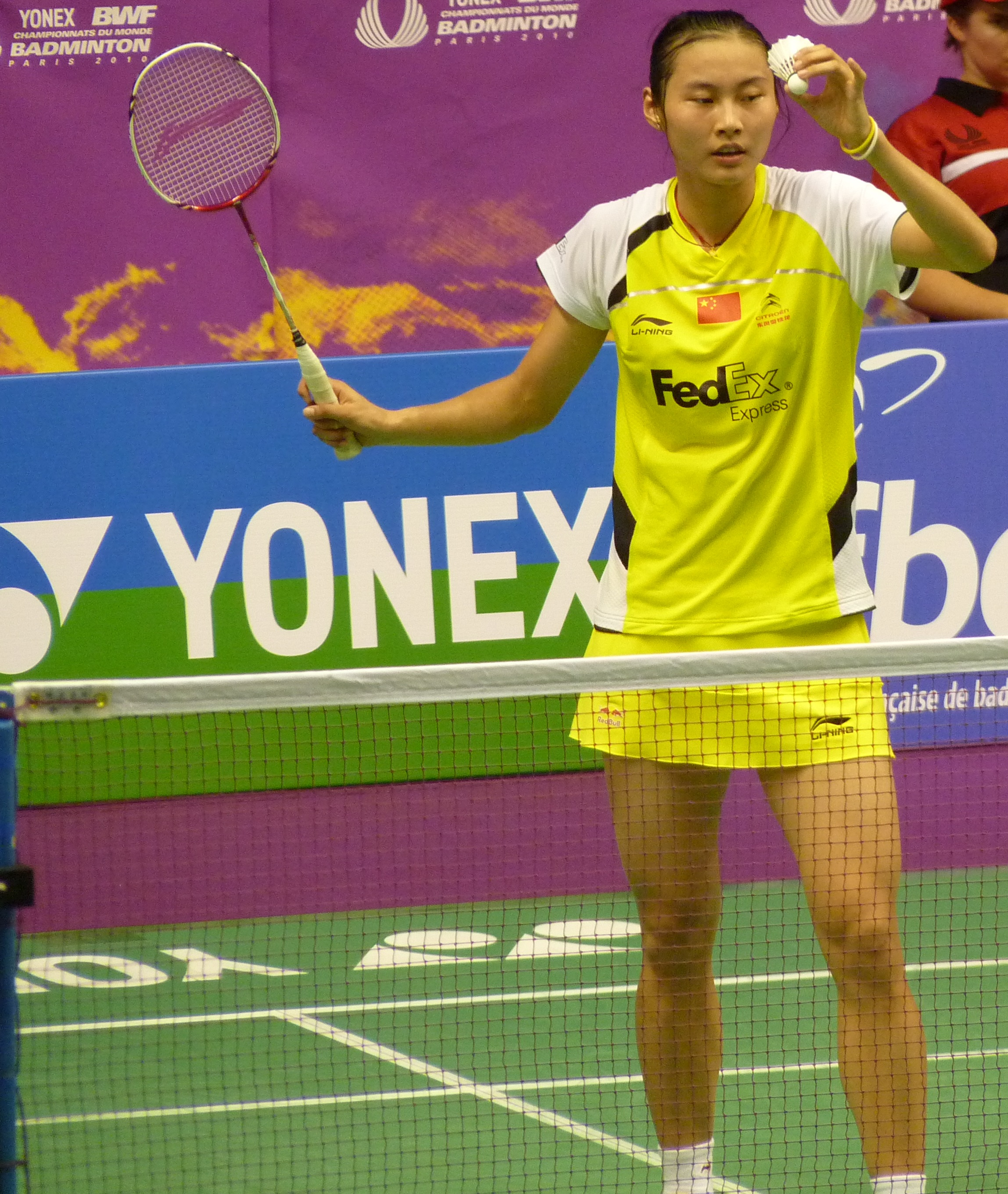
Wang Yihan

| Veranstaltung                | Saison | Disziplin                        | Platz | Name       |
| ---------------------------- | ------ | -------------------------------- | ----- | ---------- |
| Welthochschulmeisterschaft   | 2006   | Dameneinzel                      | 1     | Wang Yihan |
| Weltcup                      | 2006   | Dameneinzel                      | 1     | Wang Yihan |
| Junioren-Asienmeisterschaft  | 2006   | Dameneinzel                      | 1     | Wang Yihan |
| Bitburger Open               | 2007   | Dameneinzel                      | 1     | Wang Yihan |
| Russian Open                 | 2007   | Dameneinzel                      | 1     | Wang Yihan |
| Universiade                  | 2007   | Dameneinzel                      | 1     | Wang Yihan |
| Welthochschulmeisterschaft   | 2008   | Dameneinzel                      | 1     | Wang Yihan |
| Japan Open                   | 2008   | Dameneinzel                      | 1     | Wang Yihan |
| Japan Open                   | 2009   | Dameneinzel                      | 1     | Wang Yihan |
| Hong Kong Open               | 2009   | Dameneinzel                      | 1     | Wang Yihan |
| Macau Open                   | 2009   | Dameneinzel                      | 1     | Wang Yihan |
| All England                  | 2009   | Dameneinzel                      | 1     | Wang Yihan |
| French Open                  | 2009   | Dameneinzel                      | 1     | Wang Yihan |
| Asienmeisterschaft           | 2009   | Dameneinzel                      | 3     | Wang Yihan |
| Sudirman Cup                 | 2009   | Gemischtes Team                  | 1     | China      |
| Uber Cup                     | 2010   | Frauenteam                       | 2     | China      |
| Denmark Open                 | 2010   | Dameneinzel                      | 1     | Wang Yihan |
| French Open                  | 2010   | Dameneinzel                      | 1     | Wang Yihan |
| Korea Open                   | 2011   | Dameneinzel                      | 1     | Wang Yihan |
| Asienmeisterschaft           | 2011   | Dameneinzel                      | 1     | Wang Yihan |
| Indonesia Open               | 2011   | Dameneinzel                      | 1     | Wang Yihan |
| Weltmeisterschaft            | 2011   | Dameneinzel                      | 1     | Wang Yihan |
| Japan Open                   | 2011   | Dameneinzel                      | 1     | Wang Yihan |
| Olympische Sommerspiele 2012 | 2012   | Dameneinzel                      | 2     | Wang Yihan |
| China Masters Super Series   | 2012   | Dameneinzel                      | 1     | Wang Yihan |
| Denmark Open Super Series    | 2012   | Dameneinzel                      | 5     | Wang Yihan |
| China Open Super Series      | 2012   | Dameneinzel                      | 9     | Wang Yihan |
| Hong Kong Open Super Series  | 2012   | Dameneinzel                      | 2     | Wang Yihan |
| German Open Grand Prix Gold  | 2013   | Dameneinzel                      | 1     | Wang Yihan |
| German Open Grand Prix Gold  | 2013   | Dameneinzel                      | 1     | Wang Yihan |
| Badminton-Asienmeisterschaft | 2013   | Dameneinzel                      | 1     | Wang Yihan |
| Sudirman Cup                 | 2013   | Gemischte Team-Weltmeisterschaft | 1     | China      |
| Singapur Super Series        | 2013   | Dameneinzel                      | 1     | Wang Yihan |